# Svjedok optužbe
Svjedok optužbe i druge priče (izdana 1948.) je zbirka kratkih kirminalističkih priča Agathe Christie.
Priče su:
1. Svjedok optužbe
2. Kuća Philomel
3. Nesreća
4. S.O.S.
5. Tajna plave staklenke
6. Pustolovina gospodina Eastwooda
7. Crveni signal
8. Pjevaj pjesmu Sixpence
9. Četvrti čovjek
10. Gdje postoji želja
11. Drugi udarac gonga

Sve priče osim Drugi udarac gonga pojavile su se ili u Goniču smrti ili Listerdaleovoj tajni.

## Poveznice
- Svjedok optužbe  Arhivirana inačica izvorne stranice od 15. srpnja 2014. (Wayback Machine) na Agatha-Christie.net, najvećoj domaćoj stranici obožavatelja Agathe Christie